# Long Phước, Bà Rịa
Long Phước là một xã thuộc thành phố Bà Rịa, tỉnh Bà Rịa – Vũng Tàu, Việt Nam.

## Địa lý
Xã Long Phước nằm ở phía đông bắc thành phố Bà Rịa, có vị trí địa lý:
- Phía đông giáp huyện Đất Đỏ
- Phía tây giáp xã Hòa Long và phường Long Tâm
- Phía nam giáp huyện Long Điền
- Phía bắc giáp huyện Châu Đức.

Xã có diện tích 16,04 km², dân số năm 1999 là 7.683 người, mật độ dân số đạt 479 người/km².

## Lịch sử
Sau năm 1975, xã Long Phước thuộc huyện Châu Thành.
Ngày 2 tháng 6 năm 1994, Chính phủ ban hành Nghị định 45-CP. Theo đó:
- Sáp nhập toàn bộ 1.463 héc ta diện tích tự nhiên và 800 nhân khẩu của ấp Phước Trung thuộc xã Long Phước với khu kinh tế mới Đá Bạc để thành lập xã Đá Bạc thuộc huyện Châu Đức
- Chuyển xã Long Phước về thị xã Bà Rịa mới thành lập.

Sau khi điều chỉnh địa giới hành chính, xã Long Phước còn lại 1.488 ha diện tích tự nhiên và 7.369 người.

## Di tích
- Địa đạo Long Phước[4]